# Recopa Árabe 1999
La Recopa Árabe 1999 fue la décima edición de este torneo de fútbol a nivel de clubes del Mundo Árabe organizado por la UAFA y que contó con la participación de ocho equipos campeones de copa de sus respectivos países, los cuales provenían de una fase de clasificación.
Al-Ittihad Doha de Catar venció a Al-Jaish Damasco de Siria en la final jugada en Kuwait City, Kuwait para ser el primer equipo de Catar en ganar el torneo.

## Eliminatoria

### Área del Golfo

#### Semifinales
| Equipo 1      | Agr. | Equipo 2   | Ida | Vuelta |
| ------------- | ---- | ---------- | --- | ------ |
| Al-Arabi      | 3–5  | Al-Ittihad | 2–4 | 1–1    |
| West Riffa SC | w/o  | Al Shabab  | —   | —      |

#### Final
| Equipo 1      | Agr. | Equipo 2   | Ida | Vuelta |
| ------------- | ---- | ---------- | --- | ------ |
| West Riffa SC | 2–9  | Al-Ittihad | 2–4 | 0–5    |

### Mar Rojo
Los partidos se jugaron en Port Said, Egipto.
| Club           | G | E | P | GF | GC | Pts |
| -------------- | - | - | - | -- | -- | --- |
| Al-Masry       | 2 | 1 | 0 | 8  | 2  | 7   |
| Al-Riyadh SC   | 2 | 0 | 1 | 8  | 6  | 6   |
| Al-Ittihad Ibb | 1 | 0 | 2 | 9  | 15 | 3   |
| Al-Merrikh     | 0 | 1 | 2 | 7  | 9  | 1   |

| Equipo 1       | Resultado | Equipo 2       |
| -------------- | --------- | -------------- |
| Al-Merrikh     | 1-2       | Al-Riyadh SC   |
| Al-Ittihad Ibb | 0-5       | Al-Masry       |
| Al-Masry       | 2-1       | Al-Riyadh SC   |
| Al-Merrikh     | 5-6       | Al-Ittihad Ibb |
| Al-Riyadh SC   | 5-3       | Al-Ittihad Ibb |
| Al-Masry       | 1-1       | Al-Merrikh     |

### África del Norte
| Equipo 1           | Agr. | Equipo 2         | Ida | Vuelta |
| ------------------ | ---- | ---------------- | --- | ------ |
| ASC Air Mauritanie | w/o  | Al-Ahly Benghazi | —   | —      |

### Oriente
Los partidos se jugaron en Amán, Jordania.
| Club                  | G | E | P | GF | GC | Pts |
| --------------------- | - | - | - | -- | -- | --- |
| Al-Jaish              | 2 | 0 | 0 | 7  | 1  | 6   |
| Al-Faisaly            | 1 | 0 | 1 | 7  | 4  | 3   |
| Al-Ittihad Shuja'iyya | 0 | 0 | 2 | 2  | 11 | 0   |

| Equipo 1              | Resultado | Equipo 2              |
| --------------------- | --------- | --------------------- |
| Al-Faisaly            | 1-2       | Al-Jaish              |
| Al-Jaish              | 5-0       | Al-Ittihad Shuja'iyya |
| Al-Ittihad Shuja'iyya | 2-6       | Al-Faisaly            |

## Fase de grupos

### Grupo A
| Club               | G             | E             | P             | GF            | GC            | Pts           |
| ------------------ | ------------- | ------------- | ------------- | ------------- | ------------- | ------------- |
| Al-Faisaly         | 1             | 1             | 0             | 2             | 0             | 4             |
| Al-Masry           | 0             | 2             | 0             | 2             | 2             | 2             |
| Al-Qadsia          | 0             | 1             | 1             | 2             | 4             | 1             |
| ASC Air Mauritanie | Descalificado | Descalificado | Descalificado | Descalificado | Descalificado | Descalificado |

| 1 de noviembre de 1999 | Al-Qadsia                  | 2-2 | Al-Masry                             | Estadio Mohammed Al-Hamad, Kuwait City |  |
|                        | Samba 21' · Komlinovic 45' |     | 6' (pen.) Ibrahim · 83' (pen.) Daoud |                                        |  |

| 3 de noviembre de 1999 | Al-Faisaly    | 2-0 | Al-Qadsia | Estadio Mohammed Al-Hamad, Kuwait City |  |
|                        | Salim 27' 74' |     |           |                                        |  |

| 5 de noviembre de 1999 | Al-Masry | 0-0 | Al-Faisaly | Estadio Mohammed Al-Hamad, Kuwait City |  |
|                        |          |     |            | Asistencia: 4000 espectadores          |  |

### Group B
| Club         | G | E | P | GF | GC | Pts |
| ------------ | - | - | - | -- | -- | --- |
| Al-Ittihad   | 2 | 1 | 0 | 8  | 3  | 7   |
| Al-Jaish     | 1 | 1 | 1 | 4  | 4  | 4   |
| Al-Riyadh SC | 1 | 0 | 2 | 3  | 5  | 3   |
| MC Oran      | 1 | 0 | 2 | 3  | 6  | 3   |

| 2 de noviembre de 1999 | Al-Jaish                    | 2-1 | Al-Riyadh SC    | Estadio Mohammed Al-Hamad, Kuwait City |  |
|                        | Jokhadar 42' · Al-Sayed 48' |     | 45' (pen.) Diop |                                        |  |

| 2 de noviembre de 1999 | Al-Ittihad                    | 4-1 | MC Oran         | Estadio Mohammed Al-Hamad, Kuwait City |  |
|                        | Sitora 10' 72' · Akwa 24' 52' |     | 44' Boukessassa |                                        |  |

| 4 de noviembre de 1999 | MC Oran                         | 2-1 | Al-Jaish   | Estadio Mohammed Al-Hamad, Kuwait City |  |
|                        | Amrane 70' (pen.) · Meçabih 75' |     | 56' Koussa |                                        |  |

| 4 de noviembre de 1999 | Al-Riyadh SC  | 1-3 | Al-Ittihad                | Estadio Mohammed Al-Hamad, Kuwait City |  |
|                        | Al-Sahabi 19' |     | 17' 38' 88' (pen.) Sitora |                                        |  |

| 6 de noviembre de 1999 | MC Oran | 0-1 | Al-Riyadh SC  | Estadio Mohammed Al-Hamad, Kuwait City |  |
|                        |         |     | 52' Al-Hamdan |                                        |  |

| 6 de noviembre de 1999 | Al-Jaish     | 1-1 | Al-Ittihad | Estadio Mohammed Al-Hamad, Kuwait City |  |
|                        | Al-Sayed 54' |     | 38' Sitora |                                        |  |

## Fase final

### Semifinales
| 9 de noviembre de 1999 | Al-Faisaly | 0-1 | Al-Jaish  | Estadio Mohammed Al-Hamad, Kuwait City |  |
|                        |            |     | 34' Mousa |                                        |  |

| 9 de noviembre de 1999 | Al-Ittihad            | 2-1 (t. s.) | Al-Masry        | Estadio Mohammed Al-Hamad, Kuwait City |  |
|                        | Akwa 25' · Hamed 104' |             | 65' Abou Al-Ila |                                        |  |

### Final
| 12 de noviembre de 1999 | Al-Ittihad                   | 2-0 | Al-Jaish | Estadio Mohammed Al-Hamad, Kuwait City |  |
|                         | Al-Shammari 35' · Sitora 64' |     |          |                                        |  |

## Campeón
| Recopa Árabe 1999           |
| --------------------------- |
| Bandera de Catar            |
| Al-Ittihad Doha 1.er título |